# Alone in the Dark: Koszmar powraca
Alone in the Dark: Koszmar powraca (Alone in the Dark: The New Nightmare) – gra komputerowa z gatunku survival horror, wyprodukowana przez francuskie studio Darkworks i wydana w 2001 roku przez Infogrames; czwarta część serii gier komputerowych Alone in the Dark.

## Fabuła i rozgrywka
Akcja Koszmar powraca skupia się wokół dwojga grywalnych protagonistów. Są nimi detektyw Edward Carnby, który na tajemniczej Wyspie Cieni pragnie pomścić śmierć swego przyjaciela Charlesa Fiske'a, oraz jego partnerka w sprawie, Aline Cedrac. Oboje bohaterów ląduje na zupełnie innych krańcach wyspy. Zależnie od wybranej przez gracza postaci, gra dostosowuje zagadki oraz natężenie walki z potworami. Podczas gdy Carnby częściej rozwiązuje problemy siłowo, gra Aline polega głównie na rozwiązywaniu łamigłówek.

## Odbiór
Alone in the Dark: Koszmar powraca spotkał się z przeciętnym odbiorem recenzentów. Najczęściej jako zaletę gry wskazywano oprawę graficzną, szczególnie w wersjach na PlayStation i Dreamcast. Tim Tracy z portalu GameSpot pisał: „Tradycyjnie prerenderowane tła są pięknie narysowane i ozdobne, ale z drugiej strony wiele tekstur gry wydaje się mdłych i wypranych. Ta gra jest tak mroczna i ponura, jak to tylko możliwe, a technika siatkowania [meshing], choć nieco sztuczna, jest jedną z najciekawszych innowacji graficznych, jakie widziano od dłuższego czasu”. Anthony Chau z portalu IGN również chwalił warstwę wizualną gry, ale z rozczarowaniem przyjął fabułę identyczną z tą z Resident Evil 2 (1998) oraz niemożność walki wręcz z przeciwnikami.
W retrospektywnej recenzji gry na portalu Hardcore Gaming, Thomas Ribault stwierdził, iż „The New Nightmare tak bardzo stara się naśladować Resident Evil, że prawie całkowicie poświęca to, co czyniło Alone in the Dark wyjątkowym, a mianowicie eksplorację, poczucie bezradności i bycia naprawdę samemu oraz odrobinę ogólnego szaleństwa”.